# Macrozamia longispina
Macrozamia longispina — вид голонасінних рослин класу саговникоподібні (Cycadopsida).
Етимологія: лат. longi- — «довгий», і лат. spina — «шип», від відомих шипів, =на вершинах самих мегаспорофілів.

## Опис
Рослини без наземного стовбура або деревовиді (рідко), стовбур 0–0,3 м заввишки, 20–30 см діаметром. Листя 15–20 в кроні, яскраво-зелені, від напівглянсових до високоглянсових, завдовжки 100—150 см, з 48–66 листових фрагментів; хребет не спірально закручений, прямий; черешок 40–50 см в завдовжки, прямий, без шипів. Листові фрагменти прості; середні — завдовжки 280—320 мм, шириною 4,5–6 мм. Пилкові шишки веретеновиді, 8–15 см завдовжки, 2,5–3,5 см діаметром. Насіннєві шишки вузько яйцюваті, завдовжки 13–14 см, 6–8 см діаметром. Насіння довгасте, 20–23 мм, 15–16 мм завширшки; саркотеста помаранчева, або жовта.

## Поширення, екологія
Країни поширення: Австралія (Квінсленд). Записаний на висоті від 200 до 700 м над рівнем моря. Цей вид росте на схилах і хребтах у високих вологих евкаліптових лісах в мілких скелетних ґрунтах, отриманих з серпентинітів.

## Загрози та охорона
Загрози цьому виду не відомі. Рослини є в англ. Wrattens State Forest. 